# ルイス・ルビアレス
ルイス・マヌエル・ルビアレス・ベハル（Luis Manuel Rubiales Béjar、1977年8月23日 - ）は、スペイン・カナリア諸島ラス・パルマス出身の元サッカー選手。現役時代のポジションはDF。

## クラブ経歴
カナリア諸島のラス・パルマスに生まれ、バレンシアCFやアトレティコ・マドリードのカンテラを経て、1997年に当時セグンダ・ディビシオンBに所属していたグアディクスCFでプロデビューを果たした。その後は、RCDマジョルカのBチームやヘレスCDなどの下部リーグのクラブを転々とし、2003年にレバンテUDへ移籍した。
レバンテでは、加入1シーズン目にセグンダ・ディビシオン優勝を果たし、自身キャリア初のラ・リーガを戦うこととなった。しかし、そのラ・リーガではわずか4試合の出場に終わり、クラブもセグンダへと降格した。それでも1シーズンでのラ・リーガ復帰を決めると、ラ・リーガでの2シーズンでルビアレスはリーグ戦49試合に出場した。
2009年8月4日、スコティッシュ・プレミアリーグのハミルトン・アカデミカルFCにフリーで移籍した。出場した3試合のうち2試合でMVPに選手されたが、同年中に現役を引退した。

## 現役引退後
2010年3月、スペインサッカー選手協会の会長に選出されたが、2017年11月にスペインサッカー連盟での仕事に就くため辞職した。連盟入りから1年後の2018年5月、選挙の末にサッカー連盟の会長に選ばれた。就任直後、当時のスペイン代表監督だったフレン・ロペテギがレアル・マドリードと監督就任についての協議を行っているとして、ロペテギを解任した 。
2019年2月7日、UEFAの役員に就任。わずか5ヶ月後には副会長の座に就いた。

### セクハラ騒動
2023年8月20日、2023 FIFA女子ワールドカップ・決勝後の表彰式壇上にて、ジェニフェル・エルモソを抱きしめ、両手でエルモソの頭を抱えて強引に唇にキスしたことが批判の対象となった。これを受け、8月21日にルビアレス会長は、ネットで公開した動画の中で、「私は過ちを犯した。謝罪する」と明らかにした。
しかし、サッカースペイン女子代表のジェニフェル・エルモソが、8月24日のBBCに語ったところによれば「必ず処罰を受けるべき」とした上で、「私が加入する労働組合フットプロ（Futpro）とエージェントがこの問題に関する私の利益を保護するはず」とも述べた。そして、スペインの女子サッカーの労働組合である『フットプロ』を通じ、ルビアレス会長に対して、「フットプロは、女性の尊厳を侵害する行為に断固として非難を表明します。当組合としては、RFEFに対して、必要なプロトコルを実施し、選手の権利の保証及び模範的な措置を講じるように要求します。現世界女王である我が国の代表チームのトップに立つ人物は、あらゆる分野において平等と尊敬の価値を示し続けていくことが必要不可欠です」とした上で「当組合は、女性サッカー選手の権利を侵害するいかなる態度や行為を拒絶します。今回の件が咎められ、当事者が罰せされるように、“容認できない行為”から女子サッカー選手を守るために、模範的な措置が講じられるように行動していきます」という趣旨の声明を出した。これを受け、2023年8月24日に、国際サッカー連盟も懲戒手続きを始めた。今回の問題について、国際サッカー連盟は「FIFA規律規定第13条の第1項と第2項への違反に該当する可能性がある」としている。
2023年8月25日には、ルビアレス会長が、スペインサッカー連盟の臨時総会で、ルビアレス会長が辞職届を提出することを複数のメディアが伝えたが、そのスペインサッカー連盟の臨時総会の中で、ルビアレス会長は「キスは優勝の喜びを分かちあう自然な相互行為で合意はあった」と述べた上で「偽りのフェミニストたちが私を殺そうとしている」と反論した。これに対して、サッカー女子スペイン代表の23人は「会長が辞任しない限り、試合をボイコットする」という声明を明らかにした。この声明には、元サッカースペイン女子代表ら、数十人が連名に加わっている。また、エルモソ選手は「自分の言葉が疑われるのは許せないし、言ってもいない言葉が捏造されるのはもっと許せない」と憤りを示したうえで、自身のSNSにおいても「自分が弱者で、攻撃の被害者だと感じた。私はただただ軽視されたのだ」とした。
2023年8月26日に、FIFAは懲戒処分の審査が開始されるまで、暫定的な処分として、ルビアレスを90日間の資格停止にすることを明らかにした。同時に、ルビアレスに対して、エルモソ選手に加え、その関係者に連絡をしないように命じている。
2023年8月28日、スペインの検察当局は、ルビアレスに対して性的嫌がらせの疑いで、予備捜査を開始した。検察庁の広報担当は、これまでに当局に対して複数の告発状の届け出があると説明している。また、2023年8月28日には、スペインサッカー連盟の緊急会合を行い、その中で「ルビアレス会長の即時辞任を求める声明」を発出した。
しかし、ルビアレスの母は、2023年8月28日にルビアレスの故郷であるアンダルシア州モトリルの教会に閉じこもる形で、ハンガーストライキに突入した。これについて、母は「私の息子がさらされている非人間的で血に飢えた魔女狩りが終わるまでは抗議を続ける」と述べた上で「映像が証明しているように、双方に同意があるのだから、性的虐待はない。私の息子は、誰かを傷つけることなんかできない」とも述べている。そのハンガーストライキは、3日目になった、2023年7月30日に病院に搬送された。教区の司祭は、記者団に「彼女は発作を起こして救急搬送された。もうここにはいない」とした上で、母親自身が「貧血だけでなく、多くの（健康）問題があり疲弊していた」とも述べている。
2023年9月1日、スペインのスポーツ裁判所は、スペイン政府が告発していた「ルイス・ルビアレス会長が女子代表メンバーであるジェニフェル・エルモソの唇に一方的にキスをした行為」について、捜査に合意したことを明らかにした。ただし、スペインのスポーツ裁判所は、問題行為の程度を「深刻」とした。
FIFA（国際サッカー連盟）のジャンニ・インファンティノ会長は、今回の問題について、インスタグラムで「素晴らしいチャンピオンにふさわしい祝福の瞬間は、試合終了のホイッスルの後に起こった出来事によって台無しにされた」とした上で「その後の数日間に起こり続けた出来事。これは決して起こってはならないことだった。懲戒手続きは正当に進められるだろう。われわれの側としては、ピッチの内外で、女性や女子サッカーを今後どのようにさらにサポートしていくかに引き続き専念していくべきだ」とも述べている。
2023年9月4日にサッカースペインの男子代表は、マドリード郊外の合宿施設において、代表して4人の選手が記者会見を行い、声明文として「（W杯での）成功に傷を付けられた女子選手たちに連帯の意思を伝えたい。われわれはルビアレス氏の受け入れ難い行為を拒絶する。連盟を代表する人物としてふさわしくない振る舞いだ」と批判した。
2023年9月10日、スペインサッカー連盟は、ルイス・ルビアレスが会長職を辞任したことを明らかにした。公式サイトによれば、「連盟は、ルイス・M・ルビアレス・ベハル氏が今夜、辞任を表明した。書簡によって、連盟に伝えられた。UEFA（欧州連盟）副会長の職も辞任する」という内容を掲載したという。
2025年2月20日、高等裁判所は性的暴行の罪でルビアレスに罰金1万800ユーロの有罪判決を言い渡した。キスは合意の上だったと表明するようエルモソに圧力をかけたとして強要罪でも起訴されていたが、それについては無罪とした。

### スペイン・スーパーカップに関わる汚職容疑
2024年4月3日、サウジアラビアでのスペイン・スーパーカップ開催を巡る大型取引の中で違法な手数料を受け取った疑いにより、ドミニカ共和国から飛行機で帰国した直後にマドリードのバラハス空港で拘束されたが、その後すぐに釈放された。

## タイトル
レバンテUD
- セグンダ・ディビシオン : 1回 (2003-04)